# Kakoulou
Kakoulou est un village malien, chef-lieu de la commune rurale de Logo et chef-lieu d'arrondissement dans le cercle de Diamou et la région de Kayes. 

## Géographie
La localité de Kakoulou est située sur la rive gauche du fleuve Sénégal, et sur la route nationale RN 22 (axe Kayes-Diamou) à 30 km au sud-est du chef-lieu régional Kayes.

## Histoire
Kakoulou signifie maison propre en langue soninké, (Ka : maison ou concession familiale).

## Population
Kakoulou est peuplé de Khassonkès, Malinkès, Soninkés, Peulhs et Maures.

## Infrastructures et services
Lors du recensement de 2009, la localité est desservie par les services suivants. :
- une école
- deux formations de santé
- une pharmacie
- une caisse d'épargne et de crédit
- 10 points d'eau
- une banque de céréales

## Cultes
- Grande mosquée de Kakoulou

La paroisse catholique Notre Dame de la Merci de Kakoulou fondée en 1897 relève du diocèse de Kayes.

## Source
- (en) Cet article est partiellement ou en totalité issu de l’article de Wikipédia en anglais intitulé « Kakoulou » (voir la liste des auteurs).